# Савановий дятел
Савановий дя́тел (Dendropicos) — рід дятлоподібних птахів родини дятлових (Picidae). Представники цього роду мешкають в Африці на південь від Сахари. Рід Dendropicos є сестринським по відношенню до роду Chloropicus.

## Опис
Саванові дятли є дрібними дятлами, середня довжина яких становить 12–22 см, а вага 17–52,5 г. Верхня частина тіла у них часто має тьмяно-зелене або оливкове забарвлення, тоді як нижня частина тіла може бути білуватою, сіруватою або охристою. У багатьох представників роду крила і нижня частина тіла є пістрявими. Савановим дятлам притаманний статевий диморфізм: на тімені у самців є червона пляма, відсутня у самиць. Дзьоби саванових дятлів дещо вигнуті донизу, кігті є міцними і великими, що вказує на їх переважно деревний спосіб життя.

## Таксономія
Молекулярно-філогенетичне дослідження, результати якого були опубліковані в 2015 році, показало, що рід Dendropicos був поліфілітичним. За результатами цього дослідження бородаті, строкатогруді і червоночереві дятли були переведені до відновленого роду Chloropicus, а аравійський дятел — до роду Dendrocoptes. Таксономічний комітет Британського орнітологічного товариства натомість пропонував об'єднати роди Dendrocoptes і Leiopicus з родом Dendropicos.

## Види
Виділяють дванадцять видів:
- Дятел сірий (Dendropicos elachus)
- Дятел угандійський (Dendropicos poecilolaemus)
- Дятел абісинський (Dendropicos abyssinicus)
- Дятел сірощокий (Dendropicos fuscescens)
- Дятел габонський (Dendropicos gabonensis)
- Дятел плямистобокий (Dendropicos lugubris)
- Дятел танзанійський (Dendropicos stierlingi)
- Дятел камерунський (Dendropicos elliotii)
- Дятел сірошиїй (Dendropicos goertae)
- Дятел ефіопський (Dendropicos spodocephalus)
- Дятел оливковий (Dendropicos griseocephalus)
- Дятел бурокрилий (Dendropicos obsoletus)

## Етимологія
Наукова назва роду Dendropicos походить від сполучення слів дав.-гр. δενδρον — дерево і πικος — дятел.